# Чудбин, Леонид Сергеевич
Леони́д Серге́евич Чудби́н (22 марта 1922, Петровск-Забайкальский, Забайкальская область — 17 ноября 1983, Красноярск) — лётчик-ас, истребитель, участник Великой Отечественной войны, командир эскадрильи 153-го гвардейского истребительного авиационного полка (12-я гвардейская истребительная авиационная дивизия, 1-й гвардейский штурмовой авиационный корпус, 2-я воздушная армия, 1-й Украинский фронт), гвардии старший лейтенант. Герой Советского Союза (1945).

## Биография
Родился 22 марта 1922 года в посёлке Петровский Завод ныне Забайкальского края.
Окончив в 1936 году восьмой класс средней школы, поступил в Красноярский краевой аэроклуб на планерное отделение. Через год, как отличник учёбы, переведён на пилотское отделение. Поступил на учёбу в Тамбовскую военную авиационную школу лётчиков в 1940 году.

### Во время войны
Окончив школу лётчиков в 1941 году, назначен в 712-й бомбардировочный авиационный полк ВВС Западного фронта. Летал на самолёте Р-5, в феврале 1942 года был сбит и ранен. После излечения до мая 1942 года воевал в 358-й отдельной авиационной эскадрилье связи при штабе командующего ВВС 20-й армии Западного фронта, летал на У-2. Всего выполнил 373 боевых вылета на этих типах самолётов.
После переобучения в тыловом учебно-тренировочном полку стал истребителем и в декабре 1942 года получил назначение в 516-й истребительный авиационный полк. Приступил к боевым полётам с 5 января 1943 года в звании младшего лейтенанта в составе 516-го истребительного авиационного полка (в последующем переименованном в 153-й гвардейский истребительный авиационный полк) на самолётах Як-1, на которых прошёл всю дальнейшую войну. Член ВКП(б) с 1942 года. В составе 153-го гвардейского истребительного авиационного Сандомирского полка 12-й гвардейской истребительной авиационной Знаменской ордена Богдана Хмельницкого дивизии 1-го гвардейского штурмового авиационного Кировоградско-Берлинского Краснознамённого орденов Суворова и Кутузова корпуса принимал участие в боевых действиях на Калининском, Воронежском, Степном, 2-м Украинском, 1-м Украинском фронтах и в операциях:
- Великолукская операция с 24 ноября 1942 года по 20 января 1943 года;
- Демянская операция с 15 февраля 1943 года по 28 февраля 1943 года;
- Белгородско-Харьковская операция с 3 августа 1943 года по 23 августа 1943 года;
- Кировоградская операция с 5 января 1944 года по 16 января 1944 года;
- Корсунь-Шевченковская операция с 24 января 1944 года по 17 февраля 1944 года;
- Уманско-Ботошанская операция — с 5 марта 1944 года по 17 апреля 1944 года;
- Львовско-Сандомирская операция — с 13 июля 1944 года по 29 августа 1944 года;
- Карпатско-Дуклинская операция — с 8 сентября 1944 года по 28 октября 1944 года;
- Сандомирско-Силезская операция — с 12 января 1945 года по 3 февраля 1945 года;
- Нижне-Силезская операция — с 8 февраля 1945 года по 24 февраля 1945 года;
- Верхне-Силезская операция — с 15 марта 1945 года по 31 марта 1945 года;
- Берлинская операция — с 16 апреля 1945 года по 8 мая 1945 года;
- Пражская операция — с 6 мая 1945 года по 11 мая 1945 года.

Прошёл все должности от младшего лётчика до заместителя командира эскадрильи. Показал отличные навыки при сопровождении и прикрытии штурмовой авиации. 5 декабря 1942 года приказом по 2-й воздушной армии № 00120 одним из первых в полку получил звание «Мастер Воздушной радиосвязи».
К январю 1945 года заместитель командира эскадрильи 153-го гвардейского истребительного авиационного Сандомирского полка гвардии старший лейтенант Л. С. Чудбин совершил 274 боевых вылета, в 45 воздушных боях сбил 15 вражеских самолётов. Указом Президиума Верховного Совета СССР от 10 апреля 1945 года удостоен звания Героя Советского Союза с вручением ордена Ленина и медали «Золотая Звезда».
К концу войны гвардии капитан Л. С. Чудбин выполнил 351 боевой вылет, провёл 56 воздушных боёв, одержал 15 личных побед.

### После войны
После начала сокращения Вооружённых Сил в 1946 году вышел в запас. Проживал в Красноярске, работал в Красноярском аэроклубе, где ранее обучался, инструктором в должности командира звена. Перешёл на работу в Гражданскую авиацию, где работал пилотом в Аэрофлоте. Продолжал заниматься авиационным спортом в родном аэроклубе. Участвовал в краевых, зональных и всесоюзных соревнованиях. Мастер спорта СССР по самолетному спорту (высший пилотаж) (1957).
Умер 17 ноября 1983 года. Похоронен в Красноярске на Бадалыкском кладбище.

## Воздушные победы
Выполнено боевых вылетов — 351, проведено воздушных боёв — 56, всего сбитых самолётов — 15, из них лично — 15.
| Дата       | Противник | Место ведения воздушного боя | Свой самолёт |
| ---------- | --------- | ---------------------------- | ------------ |
| 05.07.1943 | 1 Ме-109  | Томаровка                    | Як-1         |
| 07.07.1943 | 1 Ме-109  | Гостищево                    | Як-1         |
| 11.07.1943 | 1 ФВ-190  | Беленихино                   | Як-1         |
| 12.07.1943 | 1 ФВ-190  | Заячье                       | Як-1         |
| 06.08.1943 | 1 Ме-109  | восточнее Ново-Николаевка    | Як-1         |
| 27.08.1943 | 1 Ме-109  | Песочин                      | Як-1         |
| 05.09.1943 | 1 Ме-109  | южнее Борки                  | Як-1         |
| 05.09.1943 | 2 Ю-87    | Кирюшино                     | Як-1         |
| 06.09.1943 | 1 Ме-109  | Борки                        | Як-1         |
| 07.12.1943 | 1 Ю-87    | Душный                       | Як-1         |
| 31.03.1944 | 1 Fw-189  | севернее Дубово              | Як-1         |
| 31.05.1944 | 1 ФВ-190  | Чужа Вода                    | Як-1         |
| 07.06.1944 | 1 Хш-123  | западнее Домиан              | Як-1         |
| 21.07.1944 | 1 Ме-109  | западнее Жидоче              | Як-1         |

## Награды
- Медаль «Золотая Звезда» Героя Советского Союза (№ 6087, 10.04.1945)[1];
- орден Ленина (10.04.1945)[1];
- орден Красного Знамени (11.08.1943);
- орден Красного Знамени (17.07.1944)[5];
- орден Красного Знамени (19.05.1945)[6];
- орден Отечественной войны 2-й степени (03.10.1943)[7];
- орден Красной Звезды (22.08.1943)[8];
- медаль «За отвагу» (08.10.1943)[9];
- другие медали.

## Память
- Место захоронения Героя является объектом культурного наследия регионального значения[10].
- В городе, где родился Леонид Сергеевич Чудбин, в 2019 году была открыта доска почета.